# Walther von Hollander
Walther von Hollander (* 29. Januar 1892 in Blankenburg (Harz); † 30. September 1973 in Niendorf an der Stecknitz) war ein deutscher Schriftsteller. Der Erzähler betätigte sich auch auf dem Gebiet der Partnerschafts- und Lebensberatung und als Drehbuchautor.

## Leben
Walther war Angehöriger des 1788 nobilitierten Rigaer Adelsgeschlechts von Hollander. Er war der Sohn des Pastors Carl von Hollander und seiner Ehefrau Auguste, geborene Walther. Er besuchte ein humanistisches Gymnasium und absolvierte 1910 sein Abitur. Ab 1910/11 studierte er an den Universitäten von Berlin, Heidelberg, Jena und München Nationalökonomie, Literatur und Philosophie und promovierte 1914 in München über Das Verhältnis des jüngeren Wieland zu Klopstock mit 22 Jahren in Germanistik zum Dr. phil. Am Ersten Weltkrieg nahm er ab 1914 als kriegsfreiwilliger Infanterist und Offizier im Feld teil, ab 1917/18 als Offizier-Berichterstatter. Nach Kriegsschluss arbeitete er in München als Verlagslektor im Verlag Georg Müller, war aber auch als Kritiker wie als Schauspieler tätig.
1920 wurde er aus Bayern ausgewiesen. Ab 1921 wirkte er kurzzeitig in Worpswede als Verleger von Handdrucken (in der Hollander-Presse wurde allerdings nur ein Buch in 200 Exemplaren hergestellt) und kam schließlich 1922 nach Berlin, wo er zunächst als Antiquar und Buchhändler arbeitete. Von Theodor Wolff, dem damaligen Chefredakteur des Berliner Tageblattes, gefördert, lebte er ab 1924 als freier Schriftsteller. Er schrieb für Zeitschriften und Zeitungen wie Die Weltbühne, Vossische Zeitung und Berliner Illustrirte Zeitung. Von 1928 bis 1933 war er Schriftführer des PEN-Clubs. Ab 1935 schrieb er Drehbücher, in deren Mittelpunkt wie in seinen Erzählungen und Romanen meist Frauen standen. Ab 1939 lebte Hollander im Herrenhaus in Niendorf an der Stecknitz.
Nach dem Zweiten Weltkrieg trat der Romanschriftsteller vermehrt als Kolumnist und Funkschriftsteller, aber auch als Hörfunkmoderator und gelegentlich weiterhin als Drehbuchautor hervor. Ab 1948 war er Kolumnist der Frauenzeitschrift Constanze. Seit 1949 war er Mitglied der Deutschen Akademie für Sprache und Dichtung, von 1954 bis 1959 Vorsitzender der Vereinigung Deutscher Schriftstellerverbände.
In seinem Herrenhaus in Niendorf trafen sich nach dem Zweiten Weltkrieg Persönlichkeiten wie Peter von Zahn, Axel Eggebrecht, Ray Heycock und Hugh Carlton Greene, um über den Aufbau des Medienwesens in der Bundesrepublik zu beraten. Axel Springer fasste hier den Entschluss, den Axel-Springer-Verlag zu gründen.
1967 erhielt er das Bundesverdienstkreuz 1. Klasse.
Walther von Hollander war dreimal verheiratet: mit der Übersetzerin Else Glawe (1914–1919), mit der er eine Tochter hat; mit der Wienerin Mira Munk (1920–?) und mit der Gymnastiklehrerin Gertrud Markus (ab 1924), mit der er zwei Töchter hat, Regina und Benita.
Hollander nahm 1971 seinen Abschied vom Hörfunk und erlag 1973 einem Herzinfarkt.

## Werk
Hollander war hauptsächlich Erzähler, obwohl er auch Essays, Kritiken, Kolumnen und äußerst erfolgreiche Sachbücher schrieb. Eines seiner ersten Werke war der Novellenkreis Grenze der Erfüllung (1920).

### Romancier
In Romanen wie Das fiebernde Haus (1926), Therese Larotta (1939), Es wächst schon Gras darüber (1947) und Als wäre nichts geschehen (1951) zeigte er sich immer wieder als Autor stilvoller Unterhaltungsliteratur mit Ehe- und Familienthematik. Die einzige Ausnahme dieser Stilrichtung war das Kinderbuch Es brennt der Stern. Während des Dritten Reichs nicht der NSDAP beigetreten, war es ihm dennoch möglich, zu veröffentlichen, nach eigenen Angaben, weil die NS-Propaganda „den kultivierten Unterhaltungsroman brauchte“. Insgesamt schrieb Hollander über zwanzig Romane.

### Sachbuchautor und Ratgeber
Im selben Themenkreis wie seine Romane bewegten sich auch seine Sachbücher, wie das Menschenpanorama Schicksale gebündelt (1929), das Erziehungsbuch Der Mensch über Vierzig (1938) und Das Leben zu zweien (1940). Der Erfolg veranlassten den Schriftsteller, dessen Berliner Wohnung bald von Ratsuchenden belagert wurde, freitags von 11 bis 13 Uhr eine Sprechstunde für Partnerschaftsberatung einzurichten.
Die wöchentliche NDR-Sendung Was wollen Sie wissen? (1952–1971) und weitere Sachbuchveröffentlichungen wie Psychologie der Ehefrau (1962) festigten Hollanders Ruf als „Eheberater der Nation“. Erwin Marcus setzte Hollanders beliebte Sendung noch bis Ende 2000 fort. Seit 1949 hatte von Hollander bereits eine regelmäßige Ratgeber-Kolumne in der Zeitschrift Hörzu unter der Bezeichnung „Fragen Sie Frau Irene“, die maßgeblich zum Erfolg der Programmzeitschrift beitrug. Dass hinter „Frau Irene“ tatsächlich ein männlicher Autor steckte, blieb nicht nur der Leserschaft, sondern auch den meisten Mitarbeitenden der Zeitschrift verborgen.
Mit Kurt Rüdiger von Roques  verfasste er einen Ratgeber für gestresste Manager, der einen diätetisch unterstützten genussvollen Lebensstil nahebringt.

### Drehbuchautor
In den 1930er-Jahren begann Hollander auch erste Filmdrehbücher zu schreiben. Damals bekannte Filme wie Der Favorit der Kaiserin (1936), Gauner im Frack (1937), Anna Favetti (1938), Komödianten (1941) oder die späteren Das gestohlene Jahr (1951), Die Stärkere (1953), Glücksritter (1956) und Liebe kann wie Gift sein (1958) stammen aus seiner Feder. Auch an den Drehbüchern der legendären Fernsehserie Familie Schölermann (ab 1954) war er beteiligt.